# Hechtia subalata
Espèce
Classification phylogénétique
Hechtia subalata est une espèce de plantes de la famille des Bromeliaceae, endémique du Mexique.